# Джанет Міллс
Джанет Трефтон Міллс (англ. Janet Trafton Mills; нар. 30 грудня 1947, Фармінгтон, штат Мен) — американський політик-демократ. 75-а губернатор штату Мен.

## Біографія
Джанет Міллс — сестра Пітера Міллса, сенатора штату від Республіканської партії, який виставляв свою кандидатуру на посаду губернатора у 2006 та 2010 роках. Першим кроком у політиці для Міллс стала невдала кампанія до конгресу 1994 року. Пізніше Міллс стала віце-президентом Демократичної партії Мена та однією із засновниць Жіночого лобі Мена. 2002 року Міллс стала сенатором штату. З 2013 до 2019 року була Генеральним прокурором штату Мен. Виконуючи обов'язки генерального прокурора штату, Міллс із низки питань опонувала губернатору-республіканцю Полу Лепажу, оскаржуючи законність його рішень. 2 січня 2019 року була обрана губернатором штату Мен. Перша жінка на посаді губернатора штату Мен.